# Zacisze (jezioro)
Jezioro Zacisze – jezioro w Polsce, w województwie wielkopolskim, w powiecie gnieźnieńskim, w Gnieźnie, na Równinie Wrzesińskiej.
Położone jest w południowo-zachodniej części miasta, w dzielnicy Pustachowa, na zachód od ulicy Półwiejskiej. Obecnie uległo ono znacznemu zarastaniu i zamienia się w bagno.

## Dane morfometryczne
Zwierciadło wody położone jest na wysokości 117,8 metrów.